# TAK-dyeing
TAK-dyeing je technologie barvení s pomocí zvláštní techniky nanášení kapek barvy na textilii.
Z otočného válce ponořeného v barvicí lázni stírá řada trubiček s postranním pohybem barvivo a rozprašuje je na procházející textilii. Kapky různé velikosti, případně z různých barev zanechávají na zboží náhodně rozdělené skvrny a vytváří různé vzory, vzorování se nedá reprodukovat. 
Použití technologie TAK-dyeing se značně rozšířilo v 70. letech 20. století při barvení koberců. Kontinuální linka, na které se provádí v jednom sledu barvení, paření, praní a sušení běžela při jednobarevném vzorování rychlostí cca 20 m/min. a asi s polovičním výkonem při současném použití vice barev. 
Zařízení Multi TAK® německé firmy Küsters má hranu stěrky tvarovanou tak, že se z kapek barvy mohou na textilii tvořit jednoduché geometrické a vlnité vzory. Na rozdíl od náhodného vzorování u jednoduchého TAK-dyeing se zde dají barevné vzory nanášet plánovitě. 
V 21. století používají technologií TAK-dyeing zejména speciální barevny v jihovýchodní Asii. 
Někteří odborníci nepovažují TAK-dyeing za barvířskou, ale za tiskařskou technologii, protože se zde barvivo nanáší mechanickými prostředky. Naproti tomu tvrdí jiní, že TAK nemůže být tiskařství, protože tisk se nanáší na textilie zásadně jen ve formě pasty a ne jako tekuté barvivo. 